# Flora. Abteilung B, Morphologie und Geobotanik
Flora. Abteilung B, Morphologie und Geobotanik (abreviado Flora, B) fue una revista ilustrada con descripciones botánicas que fue editada por la Sociedad Botánica Regensburgische y se publicó en los años 1965-1969, durante los cuales se editaron los números 156-158. Fue precedida por Flora y reemplazada por Flora. Morphologie, Geobotanik, Oekophysiologie.